# Visconde de Carnide
Visconde de Carnide é um título nobiliárquico criado por D. Luís I de Portugal, por Decreto de 17 de Maio de 1871, em favor de José Street de Arriaga Brum da Silveira e Cunha.
Titulares
1. José Street de Arriaga Brum da Silveira e Cunha, 1.º Visconde de Carnide;
2. Guilherme Street de Arriaga Brum da Silveira e Cunha, 2.º Visconde e 1.º Conde de Carnide.